# Воля-Чариська
Воля-Чариська (пол. Wola Czaryska) — село в Польщі, у гміні Сецемін Влощовського повіту Свентокшиського воєводства.
Населення — 219 осіб (2011).
У 1975-1998 роках село належало до Ченстоховського воєводства.

## Демографія
Демографічна структура на день 31 березня 2011 року:
|          | Загалом | Допрацездатний вік | Працездатний вік | Постпрацездатний вік |
| -------- | ------- | ------------------ | ---------------- | -------------------- |
| Чоловіки | 114     | 20                 | 74               | 20                   |
| Жінки    | 105     | 12                 | 55               | 38                   |
| Разом    | 219     | 32                 | 129              | 58                   |